# 刘隆铸
刘隆铸（1949年12月—），男，汉族，重庆綦江人，中华人民共和国政治人物，曾任重庆市人大常委会副主任、党组成员，中共十六大代表。